# Cirriphyllum tenuicaule
Cirriphyllum tenuicaule là một loài rêu trong họ Brachytheciaceae. Loài này được Spruce Wijk & Margad. mô tả khoa học đầu tiên năm 1959.